# 五福路 (高雄市)

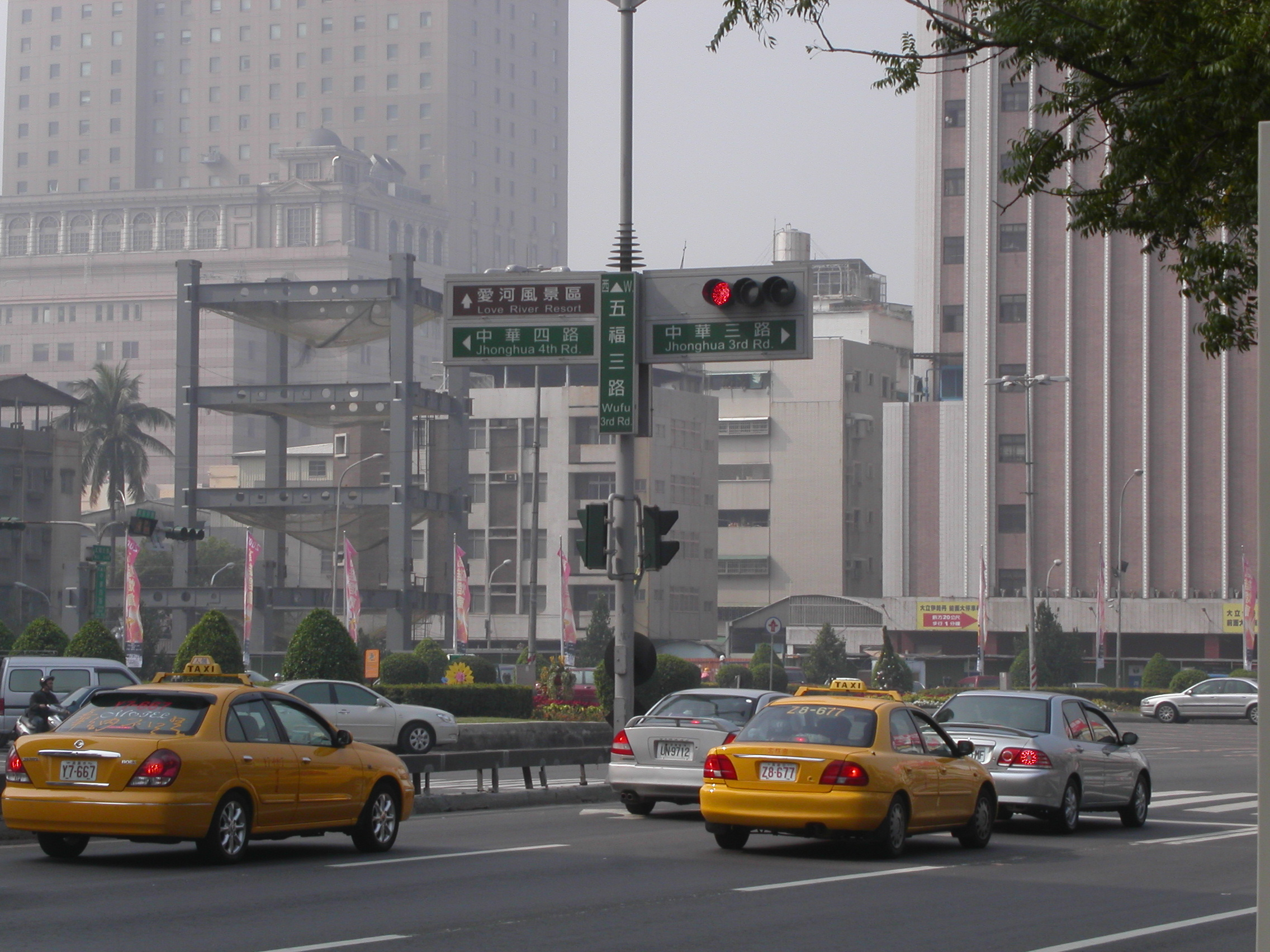
五福三路一景

五福路（Wufu Rd.）是高雄市區重要的東西向道路，全線共分為四個部份。起端始於中正路與凱旋路口，末端抵鼓山一路，其中，中山路口至中華圓環屬台17線。由於五福路是往來高雄市區和鹽埕區、壽山及哈瑪星的必經道路，再加上其開發歷史十分早（始開發於1895年），因此很早就成為了高雄市著名的商業街道。最近五福路更由於位於其上的諸多景點（如中央公園、新堀江商圈、城市光廊、高雄市文化中心等）而成為高雄市重要的觀光道路。

## 典故
舊說本路為1950年代由高雄工程隊官員張浵命名，新考據乃由科員林金枝所命名。語出自《書經‧洪範》：「五福：一曰壽，二曰富，三曰康寧，四曰攸好德，五曰考終命。」

## 行經行政區域
（由東至西）
- 苓雅區
- 新興區
- 前金區
- 鹽埕區

## 分段
五福路共分為四個部份：
- 五福一路：東起於中正路與凱旋路口，西於民權一路口接五福二路。
- 五福二路：東於民權一路口接五福一路，西於中山路口接五福三路。
- 五福三路：東於中山路口接五福二路，西於愛河高雄橋通往五福四路。中山路口至中華圓環屬台17線。
- 五福四路：東於愛河高雄橋與五福三路相接，西抵鼓山一路口。

## 沿線設施
| | |
| （由東至西） - 五福一路 - 五福公園 - 高雄市文化中心(67號) - 至德堂(表演廳) - 高雄市政府文化局 - 高雄市立圖書館高雄市文化中心分館 - 高雄市立五福國民中學(12號) - 自來水公園(81號) - 五福二路 - 高雄市立高雄高級商業職業學校(3號) - 內政部國土管理署南區都市基礎工程分署(200號) - 高雄市立新興高級中學(218號) - 高雄市政府警察局新興分局五福二路派出所(222號) - 新堀江商圈 - 原宿玉竹商圈 - 大統百貨五福店(262號) - 中華電信高雄五福服務中心(213號) - 五福三路 - 捷運中央公園站 - 中央公園 - 城市光廊 - 中華圓環 - 大立百貨(57、59號) - 高雄市立高雄女子高級中學(122號) - 高雄國軍英雄館(145號) - 玫瑰聖母主教座堂(151號) - 愛河 - 高雄橋 | - 五福四路 - 社團法人台灣智青之友協會(70號2樓) - 高雄市政府警察局鹽埕分局五福四路派出所(1.107號 2.原入船町警察官吏派出所) - 鹽埕郵局(133號) - 捷運鹽埕埔站 - 高雄市鹽埕區鹽埕國民小學(183號) - 堀江商場(229巷2~29號) - 國際商場(260號) - 大溝頂 - 竹器街 - 中華電信鹽埕服務中心(267號) - 輕軌壽山公園站 |

## 公車資訊
- 五福一路
  - 港都客運
    - 50 五福幹線 建軍站（捷運衛武營站）－鼓山輪渡站
    - 52 建軍站（捷運衛武營站）－高雄車站（站東路）
    - 紅21 建軍站（捷運衛武營站）－捷運三多商圈站（中山二路）

  - 漢程客運
    - 72 金獅湖站－中正高工
    - 76 金獅湖站－歷史博物館
    - 77 昌福幹線 金獅湖站－歷史博物館
- 五福二路
  - 統聯客運（市區公車）
    - 25 瑞豐站（瑞隆路）－歷史博物館

  - 港都客運
    - 50 五福幹線 建軍站（捷運衛武營站）－鼓山輪渡站
    - 52 建軍站（捷運衛武營站）－高雄車站（站東路）
    - 69 小港幹線 小港站－高雄車站（中山路）

  - 漢程客運
    - 72 金獅湖站－中正高工
    - 76 金獅湖站－歷史博物館
    - 77 昌福幹線 金獅湖站－歷史博物館

  - 高雄客運
    - 224 楠梓－大社－大灣－歷史博物館（大公路）
    - 8001 高雄－鳳山－林園（經高雄市政府四維行政中心、雄商）
- 五福三路
  - 漢程客運
    - 168東 金獅湖站－金獅湖站
    - 168西 金獅湖站－金獅湖站
    - 168東區間 金獅湖站－金獅湖站
    - 168西區間 金獅湖站－金獅湖站

  - 高雄客運
    - 11 瑞豐站（瑞隆路）－捷運鹽埕埔站（大仁路）
    - 33 金獅湖站－捷運鹽埕埔站（大仁路）
    - 224 楠梓－大社－大灣－高雄

  - 統聯客運（市區公車）
    - 25 瑞豐站（瑞隆路）－歷史博物館
    - 100 百貨幹線 瑞豐站－博愛路口（漢神巨蛋）

  - 港都客運
    - 50 五福幹線 建軍站（捷運衛武營站）－鼓山輪渡站
    - 214 小港站－歷史博物館
    - 218 內惟幹線 加昌站－高雄車站（建國路）
    - 漢神百貨接駁車（漢神百貨－捷運中央公園站）
    - 大立百貨接駁車（大立百貨－捷運中央公園站）
- 五福四路
  - 漢程客運
    - 168東區間 金獅湖站－金獅湖站
    - 168西區間 金獅湖站－金獅湖站

  - 高雄客運
    - 11 瑞豐站（瑞隆路）－捷運鹽埕埔站（大仁路）
    - 33 金獅湖站－捷運鹽埕埔站（大仁路）

  - 統聯客運（市區公車）
    - 25 瑞豐站（瑞隆路）－歷史博物館

  - 港都客運
    - 50 五福幹線 建軍站（捷運衛武營站）－鼓山輪渡站
    - 56 高雄車站（中山路）－壽山動物園
    - 88 建國幹線 鳳山轉運站（捷運大東站）－捷運鹽埕埔站（大仁路）
    - 88 建國幹線延駛 黃埔公園－捷運鹽埕埔站（大仁路）
    - 214 小港站－歷史博物館
    - 219 加昌站－捷運鹽埕埔站（大仁路）

## 公共自行車
- 高雄市公共自行車租賃系統：
  - 和平五福一路口：和平一路/五福一路口(東南側)
  - 自來水公園：五福一路79號(旁公園人行道)
  - 高雄高商(復興路)：復興二路171號東側
  - 新興高中：五福二路/文衡一路口東北側
  - 五福仁德街口：五福三路21號北側
  - 五福文武二街口：五福三路/文武二街(西北側)
  - 五福自強路口東南側：五福三路61號前方
  - 五福成功一路口：五福三路/成功一路口(西北側)
  - 高雄女中(英雄路口)：五福英雄路口北側
  - 高雄女中：五福三路122號前方
  - 高雄國軍英雄館：五福三路145號前
  - 五福建國路口東南側：五福四路267號